# Matej Žagar
Matej Žagar, slovenski spidvejist, * 3. april 1983, Ljubljana.
Žagar je osvojil vse naslove slovenskega prvaka v spidveju od vključno leta 2002. V letih 2004 in 2008 je osvojil naslova evropskega prvaka, leta 2003 naslov evropskega klubskega prvaka, leta 2002 pa naslov evropskega mladinskega prvaka do 19 let. V sezonah 2006 in 2007 je nastopal na Grand Prix dirkah elitnega razreda. Prve stopničke je dosegel s tretjim mestom v Krškem leta 2005, leto za tem pa je bil drugi v Pragi in tretji v Wrocławu. Svojo prvo zmago v svetovnem pokalu je dosegel 17. maja 2014 na tretji dirki sezone SP 2014, ko je v mestu Tampere na Finskem osvojil VN Finske 2014. Leta 2015 je osvojil VN Poljske na obeh prizoriščih, leta 2017 pa VN Nemčije in VN Stockholma. V skupnem seštevku svetovnega pokala je leta 2014 osvojil peto mesto, leta 2015 šesto ter v letih 2006 in 2013 sedmi mesti. 